# Bredewitz
Bredewitz oder auch Brewitz war ein heute wüst liegendes Vorwerk im Gebiet des Landkreises Jerichower Land nahe Möckern.

## Geschichte
Das Vorwerk Bredewitz („Brewitz“) wird gemeinsam mit dem Vorwerk Gesow erstmals 1559 in einer Urkunde des Erzstifts Magdeburg an die Ackerleute zu Möckern erwähnt.
Vor Möckern sollen auch die Vorwerke Predemitz/Predenitz und Jesow gelegen haben. Ob diese mit den Vorwerken Bredewitz und Gesow gleichzusetzen sind, ist nicht bekannt.